# Jean de Neuville
Jean de Neuville (Iohannes) est un évêque de Séez du XIIe siècle. Il ne doit pas être confondue avec un homonyme du XVe siècle, neveu d'Arnoul d'Audrehem.

## Famille
Jean est le fils de Hardouin, seigneur de Neuville. Son frère Arnoul est évêque de Lisieux (1141-1181), tout comme son oncle Jean Ier (1107-1141) qui le précède sur le siège épiscopal de Lisieux.

## Biographie
Archidiacre, fidèle du roi et réformateur, il devient évêque de Séez et consacré en 1124. Grand érudit, c'est sous son épiscopat qu'est dédicacée la cathédrale Saint-Gervais-et-Protais de Sées le 21 mars 1126 par l'archevêque de Rouen Geoffroi le Breton, en présence du roi Henri Ier Beauclerc, de sa cour, des évêques Girard II d'Angoulême, légat du pape, Jean de Lisieux, Geoffroi de Chartres et Ulger d'Angers. Il ne reste rien de cette cathédrale romane.
Il réforme en 1131 le chapitre cathédral en y amenant des chanoines réguliers de saint Augustin de Saint-Victor de Paris, après avoir revêtu lui-même l'habit régulier. Cette réforme fait suite à son intention depuis 1128 de régulariser le chapitre, grâce au soutien des papes Honorius II et Innocent II, des archevêques de Rouen Geoffroi le Breton et Hugues III d'Amiens ainsi que du roi d'Angleterre Henri Ier. Il favorise les fondations des abbayes de Gouffern et de Falaise dont il consacre les églises, tout comme celles de Vignats, de La Trappe et de Villers-Canivet.
Il assiste à de nombreux conciles dont celui de Pise en 1135 où il se rend en compagnie de Pierre le Vénérable, abbé de Cluny.
Jean meurt en 1143.

### Article lié
- Liste des évêques de Séez